# Tadhg mac Céin
Tadhg mac Céin ist der Name eines legendenhaften irischen Königs. Über ihn wird im Glossar des Bischofs Cormac (Sanas Cormaic) aus dem 10. Jahrhundert eine moralisierende Legende berichtet. Sie ist auch im Leabhar Mhic Cárthaigh Riabhaigh („Das Buch von Lismore“) aus dem 15. Jahrhundert enthalten.

## Eachtra Thaidhg Mhic Céin
Nach der Erzählung Eachtra Thaidhg Mhic Céin („Das Abenteuer von Tadhg mac Céin“) in der keltischen Mythologie Irlands beschließt der Sohn von Tadhg mac Céin, für seinen Vater ein Fest zu veranstalten, bei dem er ihm möglichst viel verschiedenes Fleisch vorsetzen will. Nur die Dachse kann er nicht erlegen, da sie sich in ihrem sicheren Bau versteckt halten. Er greift zur List und gibt den Dachsen ein Versprechen im Namen seines Vaters, dass er sie unbehelligt lassen werde. Da die Dachse dem Wort ihres Namensgenossen Glauben schenken, verlassen sie den Bau und werden getötet. Als der Sohn jedoch die erlegten Tiere beim Festmahl präsentiert, wird er von seinem empörten Vater verflucht, weil er ein Versprechen in seinem Namen missbraucht habe.

## Etymologie
Der Name Tadhg [ˈteɪɡ, ˈtiːɡ, auch ˈtaɪɡ] kommt vom abgeleiteten keltischen Wort *tazgo- („Dachs“), der vermutlich das Totemtier des Königs war. Auch heute noch ist Tadhg ein in Irland und Schottland gebräuchlicher Vorname, in anglisierter Form Teague und Tim.
Ein anderes keltisches Wort für den Dachs war *brokko-, irisch broc, kymrisch broch, englisch brock.